# Giacomo de’ Rossi

Wappen der Rossis von Parma.

Giacomo de’ Rossi (* Anfang des 14. Jahrhunderts in Parma; † um 1370 in San Secondo) war ein italienischer Adliger aus dem Hause Rossi.

## Biografie
Der Sohn von Rolando de’ Rossi und Agnese Ruggeri, verlieh zusammen mit seinem Bruder, Bertrando de’ Rossi Senior, immer wieder große Summen Geldes an das Domkapitel von Parma, da zu dieser Zeit ihr Onkel, Ugolino de’ Rossi, Bischof war, bis insgesamt eine Summe von 1071 Goldflorin erreicht war.
Aufgrund der aussichtslosen, finanziellen Lage überließ das Domkapitel den beiden Brüdern, die ihm die Kredite gewährt hatten, das Gebiet von San Secondo als Kompensation für die entstandenen Schulden. Die vom Notar Alberto Malebranche erstellte Urkunde wurde in der Kapelle San Vicinio im Dom von Parma am 8. April 1365 unterzeichnet. Mit der Bestätigung durch seinen Onkel Ugolino trat am 2. Januar 1367 nur Giacomo in den Besitz des Lehens San Secondo ein (sein Bruder Bertrando war zwischenzeitlich verstorben) und wurde zum ersten Graf von San Secondo ernannt.
1368 schworen die Untergebenen von San Secondo Giacomo die Treue „wie seinen Vorfahren“; dies zeigt, wie tief die Macht der Rossis in San Secondo verwurzelt war und wann sie de facto bereits ihre Herrschaft ausübten, auch wenn sie noch nicht formal anerkannt war. Später gründete er eine kirchliche Stiftung.
Auch wenn Giacomo Söhne hatte, hinterließ er in seinem Testament, das auf den 18. August 1370 datiert ist, aus unbekannten Gründen das Lehen San Secondo als Erbe seinem Neffen Bertrando de’ Rossi Junior, dem Sohn seines Bruders, mit dem zusammen Giacomo dem Domkapitel den Kredit eingeräumt hatte, der zur Herrschaft über das Gebiet von San Secondo. Vermutlich war er eine vorhergehende Übereinkunft zwischen den beiden Brüdern gebunden, die zusammen die Grafschaft San Secondo erwarben. Sein Bruder Bertrando Senior war ja vor ihm verstorben und so fiel die Grafschaft formal an dessen Sohn Bertrando Junior, auch wenn der Sohn Giacomos, Rolando, die Herrschaft über San Secondo bis zu seinem Tod ohne Erben im Jahre 1389 ausübte.
Giacomo starb in San Secondo um 1370.

## Verwandte
Giacomo hatte vier Kinder von zwei Gattinen; die erste, Agnese di Bonaccorsi Ruggeri starb 1350, während die zweite, deren Name ebenfalls Agnese war, eine Tochter Bonifacio Lupis und Witwe eines Markgrafen Pallavicino aus Varano war, die 1403 starb. Von zwei seiner Söhne sind die Namen bekannt:
- Rolando, De-Facto-Herrscher von San Secondo, der 1389 ohne Erben starb
- Bertrando[3]